# Melananthus
Genre
Melananthus est un genre de plantes de la famille des Solanaceae.

## Liste d'espèces
Selon NCBI (24 mars 2012) :
- Melananthus guatemalensis